# Pay on scan
Pay on scan, auch "Pay by scan", bezeichnet ein Vertriebskonzept im Einzelhandel, bei dem der Lieferant einer Ware diese auf den Verkaufsflächen eines Vertriebspartners dem Endkunden präsentiert. Das kann ein Warenhaus, ein Supermarkt oder Ähnliches sein. Der Lieferant bleibt zunächst Eigentümer der Ware. Es handelt sich damit um ein Kommissionsgeschäft.
Sobald die Ware die Kasse passiert und somit vom Kunden bezahlt wird, erstellt der Vertriebspartner dem Lieferanten eine Gutschrift auf Basis des vereinbarten Verrechnungssatzes. Daher der Name des Konzepts: Der Vertriebspartner zahlt erst, wenn die Ware an der Kasse gescannt wurde.

## Allgemeines
Im Gegensatz zum klassischen Großhandelskonzept trägt der Vertriebspartner kein Risiko von Diebstahl und Abschrift, also des vollständigen oder teilweisen Verlustes des Warenwertes. Er muss kein Kapital für Vorräte binden. Der Vertriebspartner muss weniger eigene Warenkompetenz in der betreffenden Warengruppe aufbauen und muss sich nicht um Nachbestellungen kümmern, was speziell bei Saison- und Modeprodukten sehr vorteilhaft sein kann. Diese Aspekte machen das Abkommen für den Vertriebspartner interessant.
Der Lieferant profitiert von der Möglichkeit, Ware anbieten zu können, ohne eine Ladenfläche mieten oder kaufen zu müssen. Er muss kein Verkaufspersonal einstellen und kann somit ohne arbeitsrechtliche Verpflichtungen oder Kapitalbindung in Immobilien sehr schnell erhebliche Verkaufsflächen bekommen und gegebenenfalls auch wieder abgeben. Damit kann er flexibel auf veränderte Marktbedingungen reagieren. Er profitiert ohne großen Aufwand von den Marketingkampagnen des Vertriebspartners. Schließlich erhöhen die hohe Kundenfrequenz auf der Verkaufsfläche sowie die Synergien mit anderen Warengruppen des Vertriebspartners seinen Umsatz.
Pay on scan ist ein wichtiger Bestandteil eines Multichannel-Vertriebskonzepts, bei dem dieselbe Ware über verschiedene Kanäle angeboten wird. Weitere wichtige Kanäle sind das Fachgeschäft unter eigener Führung, Franchisekonzepte, der Versandhandel über Katalog, Internet, Fernsehprogramme und Telefonmarketing und der Großhandel über Vertriebspartner, die die Ware zur weiteren Vermarktung selbst erwerben.

## Bedeutung von EDI
Da der Lieferant nicht vor Ort ist, benötigt er vom Vertriebspartner eine zeitnahe und exakte Auskunft über Wareneingänge und Abverkäufe. Andernfalls ist eine Nachlieferung nicht in der gebotenen Präzision möglich. Dies geschieht beispielsweise über elektronische Mitteilungen in den standardisierten EDI-Formaten, die zwischen den beiden Warenwirtschaftssystemen ausgetauscht werden. Ergänzend können Artikelstämme mit Preisinformationen, Lieferavise und weitere Daten ausgetauscht werden.
Der elektronische Datenaustausch wird in der Regel zwischen größeren Partnern praktiziert, die die technischen Möglichkeiten hierzu haben. Da die Standards universell und entsprechend komplex sind, während die Dauer der Geschäftsbeziehung oft ungewiss ist, wird der Aufwand zur Einführung von EDI teilweise gescheut, besonders wenn die beteiligten Firmen noch mit älteren Warenwirtschaftssystemen arbeiten, welche nur wenig Unterstützung für solche B2B-Szenarien bieten. Aus diesem Grund werden teilweise noch individuell definierte, einfache Formate verwendet, was bei einer Vielzahl von Partnerbeziehungen unübersichtlich wird.
Alternativ kann der Lieferant über Außendienstmitarbeiter die Warensituation auf allen Flächen regelmäßig prüfen, was deutlich aufwändiger ist.